# Јефрем Нови
Јефрем Нови или Јефрем Неамакрински (рођ. Константинос Морфис, грч. Εφραιμ Νεας, 14. септембар 1384.; Трикала, Тесалија – 18. мај 1426) – светитељ. Цариградска патријаршија га је канонизовала 2011. као преподобномученика.

## Биографија
Рођен 14. септембра 1384. у Трикали, у Тесалији, у модерној Грчкој. Године 1398. ступио је у манастир Благовештења Пресвете Богородице на гори Амомону (Αμωμων) у Атици, где се замонашио. и убрзо постао јеромонах. У монашким подвигима провео је 27 година.
Дана 14. септембра 1425. године, манастир су опустошили муслимани, а свети Јефрем је био ухваћен и трпио муке осам месеци, приморан да се одрекне Исуса Христа. Дана 5. (18.) маја 1426. године, у 41. години, обешен је и разапет наглавачке о дрво, а потом на смрт претучен од својих мучитеља. Ово дрво је опстало до данас и налази се у манастирској капели.

## Канонизација и поштовање
Игуманија Макарија, која је обновила манастир, 3. јануара 1950. године пронашла је мирисне остатке моштију непознатог подвижника. У недоумици, игуманија се усрдно молила да јој Господ откри коме су ове мошти. После извесног времена, Јефрем јој се (као и другим сестрама и мирјанима) више пута јављао у сну, говорећи о свом животу и мучеништву.
Исцељења настају од моштију светог мученика Јефрема. У архиви манастира налазе се писма која говоре о чудесној помоћи светитеља. До 1999. године прикупљено је 124 таквих доказа.
Свети Синод Цариградске патријаршије је 2. марта 2011. године канонизовао светог великомученика Јефрема Новог. 29. децембра 2011. Свети Синод Руске Православне Цркве је на свом заседању донео одлуку да се Јефрем Нови уврсти у календар Московске патријаршије.